# 정선 아라리촌
정선 아라리촌은 대한민국 강원특별자치도 정선군 정선읍 애산리에 있는 정선군 공립 민속촌이자 전시관이다. 정선군시설관리공단에서 운영한다.
2004년 개관하였으며 강원도 지역의 전통 가옥과 연암 박지원의 양반전의 이야기를 전시하고 면적 3만 4000m의 규모에 조양강을 끼고있고 정선군 공립 아리랑박물관이 있다.
강원도 산악 지대 및 화전민들이 거주하였던 귀틀집, 저릅집, 돌집, 너와집 등이 전시되어있으며 연암 박지원이 쓴 양반전의 이야기와 조선왕조 당시 양반가 가옥이 있다.

## 현황
- 너와집
- 거릅집(저릅집)
- 돌집
- 귀틀집
- 굴피집
- 통방아, 물레방아
- 연자방아(연자매)
- 양반가 가옥
- 연암 박지원 양반전 내용 재현 조각상
- 아리랑박물관